# Skróty i skrótowce używane w NATO – G
- G – Ground-to-Ground – ziemia-ziemia
- GA
  - Gabon – Gabon
  - Gambia  – Gambia
  - General Alert – alarm ogólny
  - Ground Attack – atak naziemny
- GAB – Gabon – Gabon
- GAN – Aircraft Carrier Battle Group – lotniskowiec w ugrupowaniu bojowym
- GAR – General Assessment Report – ogólny meldunek szacunkowy
- GAT
  - General Air Traffic – ruch lotniczy
  - Guidance, Apportionment And Targeting – zalecenia, podział wysiłku i wyznaczanie obiektów ataku
- GATC – General Air Traffic Controller – kontroler ruchu lotniczego

- GB
  - Gabon – Gabon
  - Great Britain – Wielka Brytania
- GBAD – Ground Based Air Defence – naziemna obrona powietrzna
- GBR – Great Britain – Wielka Brytania
- GBS – Ground Based Sensor – czujnik naziemny
- GBU – Glide Bomb Unit – bomba szybująca

- GCI – Ground-Controlled Intercept – przechwycenie kontrolowane z Ziemi

- GE – Germany – Niemcy
- GEOREF – World Geographic Reference System – Globalny System Georeferencyjny

- GH – Ghana – Ghana

- GLCM – Ground Launched Cruise Missile – pocisk samosterujący wystrzeliwany z ziemi
- GLO – Ground Liaison Officer – oficer łącznikowy sił lądowych
- GLT – Ground Liaison Team – zespół łącznikowy sił lądowych

- GMD – Ground-Based Midcourse Defense – naziemny system obrony antybalistycznej środkowej fazy lotu
- GMT – Greenwich Mean Time – czas Greenwich

- GNDC – Ground Controller – kontroler ruchu naziemnego

- GOC – Group Operational Centre – stanowisko dowodzenia grupy (bezpośrednio podległe pod stanowisko dowodzenia wojskami rakietowymi)

- GP – General Purpose – ogólnego przeznaczenia
- GPALS – Global Protection Against Limited Strikes – globalne zabezpieczenie przed uderzeniami o ograniczonym zasięgu
- GPS – Global Positioning System – globalny system określania położenia

- GS – General Support – wsparcie ogólne

- GUY – Guyana – Gujana

- GZ – Ground Zero – punkt zerowy